# Kongó-medence

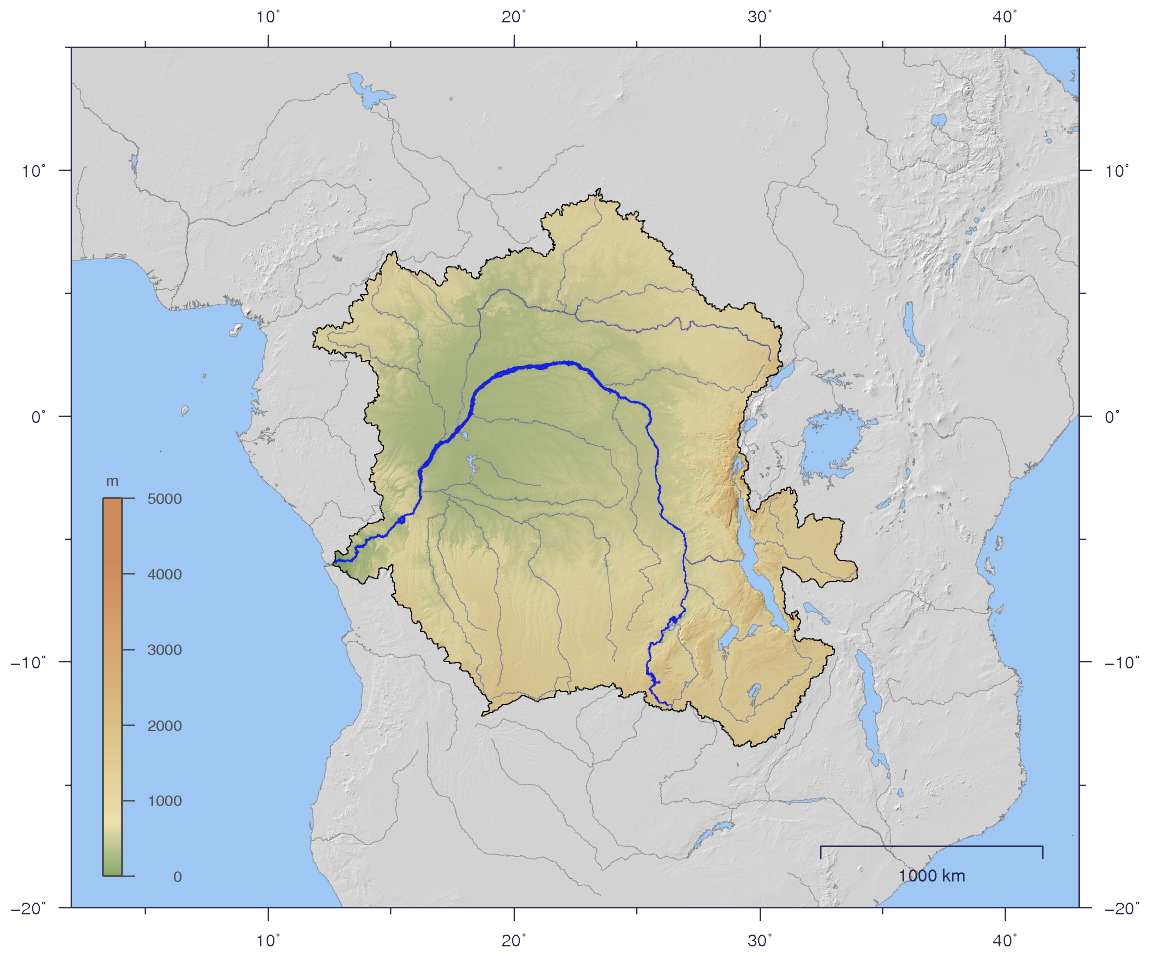
A Kongó-medence

A Kongó-medence (Egyenlítői Afrika) egy lépcsős medence Afrikában, Alacsony-Afrika és vele Közép-Afrika legnagyobb földrajzi nagytája. A negyedidőszakban alakult ki. Az amerikai Amazonas-medence után ez a világ második legnagyobb egybefüggő trópusi erdővidéke.

## Éghajlata
Éghajlata egész évben párás és csapadékos.

## Természeti földrajza
Közép-Afrika déli régiójában fekszik. Legnagyobb része a Kongói Demokratikus Köztársasághoz tartozik, perifériáin Kamerun, a Közép-afrikai Köztársaság, Gabon, Egyenlítői-Guinea és a Kongói Köztársaság osztozik. Északról a 300–400 méterrel magasabb Észak-egyenlítői hegyvidék (Azande-küszöb, Adamaoua-fennsík) határolja, keletről a Kelet-afrikai árkot kísérő, 5000 méter magasra nyúló hegységek:
- Rwenzori-hegység

- Virunga-hegység,

- Mitumba-hegység.

Tőle délre van a Bie-magasföld (Bió-fennsík) és a Katanga-fennsík (Shaba-fennsík). Nyugaton az 1500 méter magas Lunda-magasföld (Lunda-küszöb, Alsó-guineai-küszöb) választja el az Atlanti-óceántól. Az Atlanti-óceán partvidékéhez egyetlen, szűk kijáraton kapcsolódik.

## Vízrajza
A csapadékvizet gyűjtő több száz folyó a medence északi peremén kígyózó Kongó folyóban egyesül. A hatalmas folyam vízhozama a torkolatánál 42 000 m³/s. A medence lépcsős jellege miatt a nagyobb folyók vízesésesek, korlátozottan hajózhatók.

## Növényzete
Jelentős részét trópusi esőerdő borítja, amelyben gyakran 50 méternél magasabbra nőnek a fák.

### Fakitermelés
Az őserdő 80%-ának állapota nem eredeti, háborítatlan. A fakitermelés hagyományosan a közép-afrikai államok nemzetgazdaságnak fontos ágazata. Évente átlag 15 000 km² erdőt vágnak kit, a helyreállított vagy visszaerdősülő terület elenyésző. A fontos erdőket gyakran illegálisan termelik ki, ilyenkor a törvényesen engedélyezett favágásnál sokkal nagyobb kárt okoznak. A fakitermelés szinte teljes jövedelmét korrupt hivatalnokok vágják zsebre, a helyi lakosság hiába tiltakozik.